# Municipio de Slippery Rock (condado de Lawrence)
El municipio de Slippery Rock (en inglés: Slippery Rock Township) es un municipio ubicado en el condado de Lawrence, en el estado estadounidense de Pensilvania. En el censo del año 2010 tenía una población de 3.283 habitantes. Tiene una población estimada, en 2019, de 3.125 habitantes.

## Geografía
El municipio de Slippery Rock se encuentra ubicado en las coordenadas 40°58′00″N 80°15′29″O / 40.96667, -80.25806.

## Demografía
Según la Oficina del Censo en 2000 los ingresos medios por hogar en la localidad eran de $38,651 y los ingresos medios por familia eran de $43,382. Los hombres tenían unos ingresos medios de $35,192 frente a los $21,458 para las mujeres. La renta per cápita de la localidad era de $16,160. Alrededor del 5,8% de la población estaba por debajo del umbral de pobreza.